# Hussain Sajwani
Hussain Sajwani, arabo:حسين سجواني; (Dubai, 1953), è un imprenditore emiratino, miliardario e fondatore nel 2002 della società di sviluppo immobiliare, DAMAC Properties, e della sua società di investimento privata, DAMAC Group. Tramite questo gruppo d'investimento, Sajwani controlla importanti compagnie di costruzioni e della logistica, oltre a brand del lusso come Roberto Cavalli e De Grisogono..
Sajwani ha acquistato terreni e proprietà a Dubai negli anni '90, proprio mentre Dubai si stava trasformando in un hub regionale.
Secondo Forbes, a partire dal 2025, Hussain Sajwani è classificato tra gli arabi più ricchi con un patrimonio netto di 10,2 miliardi di dollari. Sajwani è un caro amico e socio del presidente americano Donald Trump.

## Biografia
Entrambi i suoi genitori erano imprenditori. Suo padre possedeva un'attivitò commerciale di orologi, penne Parker, camicie e merci importate dalla Cina.  Sajwani ottenne una borsa di studio governativa e frequentò una facoltà di medicina a Baghdad. Dopo il primo anno partì per gli Stati Uniti e frequentò l'Università di Washington, dove studiò ingegneria industriale.
Sajwani ha iniziato la sua carriera nel 1981 nel dipartimento finanziario di Abu Dhabi Gas Industries. Due anni dopo, ha avviato un'impresa di ristorazione, con clienti tra cui l'esercito americano e la Bechtel.
Nel 2002, Sajwani ha fondato DAMAC Properties, una delle più grandi società di sviluppo immobiliare in Medio Oriente. Un tribunale egiziano ha ritenuto Sajwani colpevole di corruzione in relazione ad un accordo fondiario del 2006 nella baia di Gamsha sul Mar Rosso. È stato condannato a 5 anni di prigione, ma ha raggiunto un accordo con il governo egiziano attraverso un arbitrato per la risoluzione delle controversie tra investitori e Stato. Nel giugno 2021, Hussain Sajwani si è dimesso dalla carica di presidente di Damac Properties e si è offerto di privatizzare la società.